# جيمي فولر
جيمي فولر هو لاعب هوكي الجليد كندي، ولد في 6 أبريل 1915 في تورونتو في كندا، وتوفي في 17 أكتوبر 1985.

## وصلات خارجية
- جيمي فولر على موقع دوري الهوكي الوطني (الإنجليزية)
- جيمي فولر على موقع قاعة مشاهير الهوكي (لاعب أن.إتش.أل) (الإنجليزية)
- جيمي فولر على موقع EliteProspects.com (الإنجليزية)
- جيمي فولر على موقع HockeyDB.com (الإنجليزية)
- جيمي فولر على موقع Hockey-Reference.com (الإنجليزية)